# Kichijō-ji
Kichijō-ji (吉祥寺?) es un templo budista de la secta Shingon en la localidad de Saijō, prefectura de Ehime, Japón. Se trata del 63.er lugar de peregrinación del Camino de Shikoku. Es el único templo de la ruta que consagra a Bishamonten como deidad principal.

## Historia
Cuando Kukai visitó el lugar, esculpió una estatua de Bishamonten de un ciprés, y también talló estatuas de Kichijoten y Zennishidoji como deidades flanqueantes. Construyó este templo en la era Kōnin (810-824) como una institución para orar por el alivio de la pobreza. La esposa de Bishamon, Kichijoten, da nombre al templo. Originalmente, Kichijō-ji estaba ubicado al sureste de la localización actual. Era próspero, con veintiún sub-templos. Sin embargo, durante la invasión de Shikoku por Toyotomi Hideyoshi en 1585, todos los edificios fueron incendiados. El templo fue reconstruido en sus terrenos actuales en 1659 durante el período Edo.

## Objetos de culto

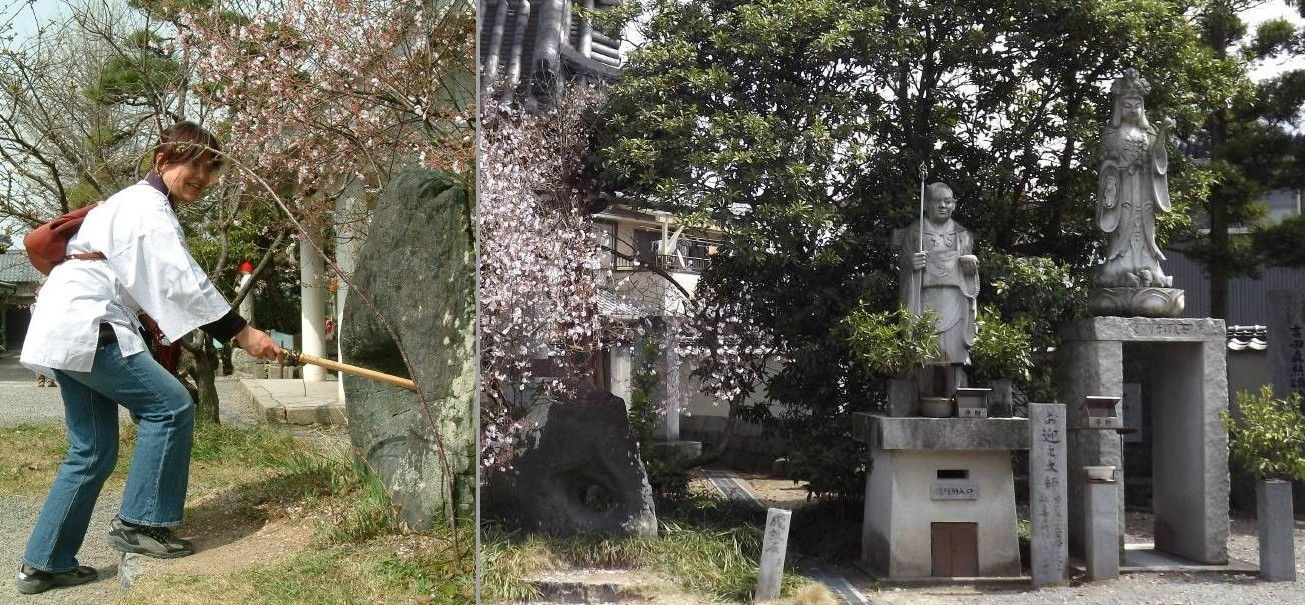
A la izquierda se puede apreciar la tradición de la piedra del templo. A la derecha en la imagen se puede apreciar en la estatua occidental la representación de Kichijoten.

En los terrenos del templo, destaca una piedra de cumplimiento como lugar de orientación. La leyenda cuenta que las oraciones de los peregrinos que metan su bastón en el agujero de la piedra verán cumplidas sus oraciones. Junto a esta roca se encuentra una estatua de Kichijoten sobre un pedestal de piedra por el que se puede pasar, costumbre que siguen los peregrinos.
Uno de los tesoros que guarda el templo es una estatua de Santa María de unos 30 cm de altura. El capitán de un barco español que naufragó frente a Tosa se lo dio a Chōsokabe Motochika. Motochika no sabía que era una estatua cristiana y la confundió con la deidad budista Kannon. La estatua se transmitió durante generaciones como una estatua de esta diosa. El templo también conserva los biombos plegables Doce Devas del período Kamakura (1185-1333) y la Tríada Amitabha de la estatua de Yamakoshi (coloreado en papel) del período Muromachi (1333-1573).